# 本斯維爾 (馬里蘭州)
本斯維爾（英語：Bennsville）是一個位於美國馬里蘭州查爾斯縣的普查規定居民點。

## 人口
根據2020年美國人口普查的數據，本斯維爾的面積為43.78平方千米，當中陸地面積為43.78平方千米，而水域面積為0.00平方千米。當地共有人口15288人，而人口密度為每平方千米349人。